# Belgische Faustballnationalmannschaft der Männer
Die belgische Faustballnationalmannschaft ist die von den Trainern getroffene Auswahl belgischer Faustballspieler. Sie repräsentieren ihr Land auf internationaler Ebene bei Veranstaltungen der European Fistball Association und der International Fistball Association.

## Internationale Erfolge
2018 nahm die Belgische Faustballnationalmannschaft in Adelmannsfelden in Deutschland zum ersten Mal an einer Faustball-Europameisterschaft teil. 2019 soll in der Schweiz die erste Teilnahme an einer Weltmeisterschaft geben.

### Weltmeisterschaften
| - 2019 in der Schweiz: 15. Platz (von 18) |

### Europameisterschaft
| - 2018 in Deutschland: 9. Platz (von 10) - 2022 in Italien: 8. Platz (von 8) |

## Kader
Der Kader für die erste Europameisterschaft soll im Vorfeld der Faustball Euro 2018 zu Beginn des kommenden Jahres bekannt gegeben werden.